# Cryphia andalusiae
Cryphia andalusiae là một loài bướm đêm trong họ Noctuidae.